# Running in the Family (nummer)
Running in the Family is een nummer van de Britse band Level 42. Het was de tweede single van hun gelijknamige, zevende studioalbum uit 1986. Het nummer werd op 2 februari 1987 wereldwijd op single uitgebracht.

## Achtergrond
De single is een van de bekendste platen van Level 42 en behaalde de top 10 in een reeks landen. In thuisland het Verenigd Koninkrijk bereikte de plaat de 6e positie in de UK Singles Chart. 
In Nederland was de plaat op vrijdag 6 februari 1987 Veronica Alarmschijf op Radio 3 en werd mede hierdoor een gigantische hit in de destijds twee landelijke hitlijsten op de nationale publieke popzender. De plaat bereikte in zowel de Nederlandse Top 40 als de Nationale Hitparade Top 100 de 3e positie. Ook in de Europese hitlijst op Radio 3, de TROS Europarade, werd de 3e positie bereikt en stond tot en met de voorlaatste uitzending op donderdag 18 juni 1987, in de lijst genoteerd. 
In België behaalde de plaat in zowel de voorloper van de Vlaamse Ultratop 50 als de Vlaamse Radio 2 Top 30 de 3e positie. In Wallonië werd géén notering behaald.

## NPO Radio 2 Top 2000
| Nummer met noteringen in de NPO Radio 2 Top 2000 | '99  | '00  | '01 | '02  | '03  |
| ------------------------------------------------ | ---- | ---- | --- | ---- | ---- |
| Running in the Family                            | 1255 | 1526 | 963 | 1673 | 1860 |

1. ↑  Een vetgedrukt getal geeft de hoogste notering aan.
2. ↑  Deze tabel is bijgewerkt tot en met de laatste editie (2024).